# Asplenium kunzeanum
Asplenium kunzeanum är en svartbräkenväxtart som beskrevs av Ki. Asplenium kunzeanum ingår i släktet Asplenium och familjen Aspleniaceae. Inga underarter finns listade.